# 吉良俊則
吉良 俊則（きら としのり、1986年1月1日 - ）は、大分県臼杵市出身の元プロ野球選手（外野手）。

## 来歴

### プロ入り前
高校野球の強豪校である柳ヶ浦高等学校に入学。高校野球通算54本塁打を記録。2002年・2003年の全国高等学校野球選手権大会に大分県代表で出場したほか、3年時の2003年には主将を務めた。
2003年のドラフト会議で、大阪近鉄バファローズから2巡目で指名。契約金6,000万円、年俸600万円（金額は推定）という条件で入団した。

### プロ入り後
2004年には、かねてから状態が思わしくなかった左肘を手術。一軍昇格の機会はなく、ウエスタン・リーグ公式戦での成績も、打率.250（12打数3安打）、1盗塁にとどまった。シーズン終了後には、近鉄がオリックス・ブルーウェーブと合併したため、分配ドラフトを経てオリックス・バファローズに移籍。近鉄への在籍は1シーズンだけに終わった。
2005年には、左肘のリハビリなどの影響で、一・二軍とも試合出場の機会がなかった。
2006年には、外野手登録ながら、一塁手・指名打者を中心にウエスタン・リーグ公式戦65試合に出場。プロ初本塁打を放ったほか、打率.265、14打点、1盗塁を記録した。
2007年には、前年と同様の起用法によって、ウエスタン・リーグ公式戦69試合に出場。打率.224、2本塁打、15打点、4盗塁という成績を残した。
2008年には、主に指名打者として、ウエスタン・リーグ公式戦61試合に出場。同リーグ選抜の一員として出場したフレッシュオールスターゲームでは、本塁打を放ったことで優秀選手賞を受賞した。しかし、10月3日に球団から戦力外通告を受けたことを機に退団。11月開催の12球団合同トライアウトに参加したが、どの球団からも獲得のオファーがなかったことから、一軍の公式戦へ出場できないまま現役を引退した。

### 現役引退後
トレーナーを養成する専門学校への進学を経て、柔道整復師の国家試験に合格。卒業後の2011年から、2012年までは接骨院に勤務していた。
2013年には、以上の経歴を買われて、古巣であるオリックス・バファローズのトレーナー（コンディショニング担当）へ就任。同年1月の新人合同自主トレーニングから新人・若手選手を指導したほか、馬原孝浩のストレッチや、金子千尋・西野真弘のリハビリなども担当した。
2015年限りで、オリックスを再び退団。2016年からは、福岡県筑紫野市内で「Kira接骨院」を開業している。

## 人物
- 2003年のドラフト会議までは、西武ライオンズや福岡ダイエーホークスへの入団を希望していた。しかし、近鉄からの指名を受けて態度を一転。「（西武とダイエーに行けないことに）未練はありません」と語った。
- 「Kira接骨院」を開業直後の2016年1月12日には、福岡県北九州市にあるJR九州硬式野球部のグラウンドで、小松聖・白仁田寛和・佐野皓大（いずれもオリックス・バファローズ投手）と合同自主トレーニングを実施。その帰路に、住宅街の路上で自力で動けずにうずくまっていた96歳の女性を4人で救助した。女性は股関節付近を骨折していたが、救助後に病院で緊急手術を受けたため、生命に別状はなかった[5]。

## 詳細情報

### 年度別打撃成績
- 一軍公式戦出場なし

### 背番号
- 39 （2004年）
- 63 （2005年 - 2008年）